# ریناتو نیتو
ریناتو نیتو (به پرتغالی: Renato Cardoso Porto Neto) هافبک اهل برزیل است که در شهر Camacan و در تاریخ ۲۷ سپتامبر ۱۹۹۱ به دنیا آمده‌است.
ریناتو نیتو در تیم‌های فوتبال اسپورتینگ لیسبون سابقهٔ حضور دارد.